# جاش هالی
جاش هالی (انگلیسی: Josh Hawley؛ زادهٔ ۳۱ دسامبر ۱۹۷۹) وکیل آمریکایی و سناتور ایالات متحده از میزوری است. او از سال ۲۰۱۷ تا سال ۲۰۱۹ دادستان کل میزوری بوده‌است.

## تحصیلات
هالی در میزوری بزرگ شد، و لیسانس تاریخ خود را با عالی‌ترین درجه از دانشگاه استنفورد دریافت کرد. او وارد مدرسه حقوق ییل شد و مدرک جی دی خود را دریافت کرد.